# 小行星1603
小行星1603（1603 Neva）是一颗围绕太阳公转的小行星。1926年11月4日，格利果利·N·諾伊明在克里米亚发现了此天体。
該小行星以俄羅斯的涅瓦河命名。
这颗小行星的绝对星等为257.42886等。